# Хлорид ниобия(III)
Хлорид ниобия(III) — неорганическое соединение, соль металла ниобия и соляной кислоты с формулой NbCl3, 
чёрные кристаллы,
не растворяется в воде.

## Получение
- Действие хлора на нагретый ниобий:

{\displaystyle {\mathsf {2Nb+3Cl_{2}\ {\xrightarrow {450^{o}C}}\ 2NbCl_{3}}}}
- Восстановление водородом, алюминием или магнием хлорида ниобия(V):

{\displaystyle {\mathsf {NbCl_{5}+H_{2}\ {\xrightarrow {400-450^{o}C}}\ 2NbCl_{3}+2HCl}}}
- Восстановление ниобием хлорида ниобия(IV):

{\displaystyle {\mathsf {3NbCl_{4}+Nb\ {\xrightarrow {T}}\ 4NbCl_{3}}}}
- Разложение (диспропорционирование) хлорида ниобия(IV):

{\displaystyle {\mathsf {2NbCl_{4}\ {\xrightarrow {T}}\ NbCl_{3}+NbCl_{5}}}}

## Физические свойства
Хлорид ниобия(III) образует чёрные кристаллы, не растворяется в воде, неокисляющих кислотах.

## Химические свойства
- Окисляется при нагревании на воздухе или в атмосфере углекислого газа:

{\displaystyle {\mathsf {2NbCl_{3}+O_{2}\ {\xrightarrow {T}}\ 2NbOCl_{3}}}}
{\displaystyle {\mathsf {NbCl_{3}+CO_{2}\ {\xrightarrow {T}}\ NbOCl_{3}+CO}}}
- Разлагается при сильном нагревании в вакууме:

{\displaystyle {\mathsf {5NbCl_{3}\ {\xrightarrow {1000^{o}C}}\ 3NbCl_{5}+2Nb}}}
- Ниобием восстанавливается до хлорида ниобия(II):

{\displaystyle {\mathsf {2NbCl_{3}+Nb\ {\xrightarrow {800^{o}C}}\ 3NbCl_{2}}}}